# Chi phí giao dịch
Trong kinh tế học và các ngành liên quan, chi phí giao dịch là chi phí dùng để thực hiện bất kỳ giao dịch kinh tế nào khi tham gia vào thị trường. Oliver E. Williamson định nghĩa chi phí giao dịch là chi phí vận hành hệ thống kinh tế của các doanh nghiệp, là tổng chi phí để thực hiện một giao dịch, bao gồm chi phí lập kế hoạch, quyết định, thay đổi kế hoạch, giải quyết tranh chấp và hậu mãi. Do đó, chi phí giao dịch là một trong những yếu tố quan trọng nhất trong quá trình vận hành và quản lý doanh nghiệp.
Trong cuốn sách Transaction Cost Economics của mình, Oliver E. Williamson đã phổ biến khái niệm chi phí giao dịch. Còn Douglass C. North thì lập luận rằng các thể chế, hay còn được hiểu là tập hợp các quy tắc trong một xã hội, là yếu tố then chốt trong việc xác định chi phí giao dịch. Theo định nghĩa này, các thể chế tạo điều kiện giảm thiểu chi phí giao dịch, từ đó thúc đẩy tăng trưởng kinh tế.
Theo Douglass North, có bốn yếu tố hợp thành chi phí giao dịch, "tính đo lường", "tính thực thi", "thái độ và nhận thức trong tư tưởng" và "quy mô của thị trường". Tính đo lường đề cập đến việc tính toán giá trị của tất cả các khía cạnh của hàng hóa hoặc dịch vụ liên quan đến giao dịch. Còn tính thực thi có thể được định nghĩa là sự cần thiết của một bên thứ ba đóng vai trò như trọng tài để đảm bảo rằng không bên nào tham gia vào giao dịch từ bỏ quyền lợi của họ trong giao dịch đó. Trong khi đó, thái độ và nhận thức trong tư tưởng được định nghĩa là tập hợp các giá trị của mỗi cá nhân, ảnh hưởng đến cách giải thích thế giới quan của từng cá nhân đó. Khía cạnh cuối cùng của chi phí giao dịch chính là quy mô thị trường. Điều này ảnh hưởng đến tính trung thực hoặc khách quan của các giao dịch.
Chi phí giao dịch có thể được phân thành ba loại:
- Chi phí tìm kiếm và thông tin là các chi phí như xác định rằng trong tất cả các hàng hóa cần thiết có sẵn trên thị trường thì hàng hóa nào có giá trị thấp nhất, v.v.

- Chi phí mặc cả và quyết định là những chi phí cần thiết để đi đến một thỏa thuận của giao dịch, lập hợp đồng thích hợp, v.v. Chẳng hạn như trong lý thuyết trò chơi với khái niệm "ai là gà". Trên thị trường tài sản và trong kinh tế học tổ chức, chi phí giao dịch được xác định là giá trị của một số hàm khoảng cách giữa cung và cầu.

- Chi phí chính sách và chi phí thực thi là chi phí để đảm bảo bên liên quan tuân thủ các điều khoản của hợp đồng và thực hiện hành động thích hợp (thường thông qua hệ thống pháp luật).

Ví dụ, khi người mua một chiếc ô tô đã qua sử dụng, người đó phải đối mặt với nhiều loại chi phí giao dịch khác nhau như sau: (1) chi phí tìm kiếm là chi phí tìm mua xe và xác định tình trạng của xe; (2) chi phí mặc cả là chi phí thương lượng giá cả với người bán; (3) các chi phí chính sách và thực thi là các chi phí để đảm bảo rằng người bán sẽ giao xe trong tình trạng đã cam kết.

## Lịch sử phát triển
Nhà kinh tế học thể chế John R. Commons đưa ra ý tưởng cho rằng các giao dịch là nền tảng của tư duy kinh tế (1931). Ông cho rằng:
Những hành động riêng lẻ này thực sự là hành động chuyển đổi thay vì được xem là hành vi cá nhân hoặc "trao đổi" hàng hóa. Chính sự chuyển đổi từ hàng hóa và cá nhân trong giao dịch và các quy tắc làm việc của hành động tập thể đã đánh dấu sự chuyển đổi từ các trường phái cổ điển và khoái lạc sang các trường phái thể chế của tư duy kinh tế. Bước chuyển này là một sự thay đổi trong đơn vị cuối cùng của cuộc điều tra kinh tế. Các nhà kinh tế học theo chủ nghĩa khoái lạc và chủ nghĩa cổ điển, với xuất phát điểm từ chủ nghĩa cộng sản và chủ nghĩa vô chính phủ, đã xây dựng lý thuyết của họ về mối quan hệ của con người với tự nhiên, nhưng chủ nghĩa thể chế lại là mối quan hệ của con người với con người. Đơn vị nhỏ nhất của các nhà kinh tế học cổ điển là hàng hóa do lao động sản xuất ra. Đơn vị nhỏ nhất của các nhà kinh tế học theo chủ nghĩa khoái lạc là hàng hóa giống nhau hoặc tương tự được những người tiêu dùng cuối cùng yêu thích. Một là mặt khách quan, mặt kia là mặt chủ quan, của cùng mối quan hệ giữa cá nhân và các lực lượng của tự nhiên. Kết quả, trong cả hai trường hợp, đều là phép ẩn dụ duy vật về trạng thái cân bằng tự động, tương tự như sóng biển, nhưng được nhân hóa là "tìm kiếm mức độ của chúng". Nhưng đơn vị nhỏ nhất của các nhà kinh tế thể chế là một đơn vị hoạt động - một giao dịch, với những người tham gia trong giao dịch. Các giao dịch can thiệp vào giữa lao động của các nhà kinh tế học cổ điển và thú vui của các nhà kinh tế học khoái lạc, đơn giản bởi vì chính xã hội kiểm soát việc tiếp cận với các lực lượng của tự nhiên, và giao dịch, không phải là "trao đổi hàng hóa", mà là sự chuyển nhượng và mua lại, giữa các cá nhân, về quyền tài sản và quyền tự do do xã hội tạo ra, do đó phải được thương lượng giữa các bên liên quan trước khi lao động có thể sản xuất, người tiêu dùng có thể tiêu dùng hoặc hàng hóa được trao đổi vật chất".— John R. Commons, trích Kinh tế học thể chế, Tạp chí Kinh tế Hoa Kỳ, Tập 21, tr.648-657, 1931

Thuật ngữ "chi phí giao dịch" thường được cho là do Ronald Coase đặt ra. Ông là người đã sử dụng nó để phát triển một khuôn khổ lý thuyết để dự đoán khi nào các nhiệm vụ kinh tế nhất định sẽ được thực hiện bởi các doanh nghiệp và khi nào chúng sẽ được thực hiện trên thị trường. Tuy nhiên, mãi đến những năm 1970 thì thuật ngữ này mới xuất hiện trong những nghiên cứu đầu tiên của ông. Mặc dù Coase không đề cập đến thuật ngữ cụ thể nào, nhưng ông thực sự đã thảo luận về "chi phí của việc sử dụng cơ chế giá" trong bài báo “Bản chất của doanh nghiệp” năm 1937. Tại đó, ông lần đầu tiên thảo luận về khái niệm chi phí giao dịch. Đây là lần đầu tiên khái niệm chi phí giao dịch được đưa vào nghiên cứu doanh nghiệp và tổ chức thị trường, nhưng mãi đến giai đoạn cuối những năm 1960 và đầu những năm 1970 thì đây mới được xem như một lý thuyết chính thức. Thuật ngữ "Chi phí giao dịch" có thể được bắt nguồn từ các tài liệu kinh tế học tiền tệ của những năm 1950, và dường như không được "đặt ra" một cách có ý thức bởi bất kỳ cá nhân cụ thể nào.
Có thể cho rằng, lý luận về chi phí giao dịch được biết đến rộng rãi nhất thông qua cuốn Kinh tế học về chi phí giao dịch của Oliver E. Williamson. Ngày nay, kinh tế học chi phí giao dịch được sử dụng để giải thích một số hành vi khác nhau. Thông thường, điều này liên quan đến việc coi là "giao dịch" không chỉ trong các trường hợp mua và bán rõ ràng, mà còn là các tương tác cảm xúc hàng ngày, trao đổi quà tặng thân mật. Oliver E. Williamson là nhà khoa học xã hội có nhiều công trình được trích dẫn nhiều nhất trong suốt thế kỷ, đã được trao Giải Nobel Kinh tế vào năm 2009.
Ít nhất hai định nghĩa của cụm từ "chi phí giao dịch" được sử dụng phổ biến trong tài liệu. Theo Steven N. S. Cheung, chi phí giao dịch là bất kỳ chi phí nào không thể hình dung được trong "nền kinh tế Robinson Crusoe" - nói cách khác, là bất kỳ chi phí nào phát sinh do sự tồn tại của các thể chế. Đối với Cheung, nếu thuật ngữ "chi phí giao dịch" không quá phổ biến trong các tài liệu kinh tế học, thì chúng đáng ra nên được gọi là "chi phí thể chế". Nhưng nhiều nhà kinh tế dường như hạn chế sử dụng định nghĩa này nhằm loại trừ chi phí nội bộ của tổ chức. Một định nghĩa khác song song với phân tích ban đầu của Coase về "chi phí của cơ chế giá" và nguồn gốc của thuật ngữ này là "phí giao dịch thị trường".
Vốn bắt đầu như một định nghĩa rộng, nhiều nhà kinh tế sau đó đã nghiên cứu từng loại thể chế (công ty, thị trường, nhượng quyền thương mại, v.v.), xem liệu thể chế nào thì giảm thiểu chi phí giao dịch của việc sản xuất và phân phối một hàng hóa hoặc dịch vụ cụ thể. Thường thì những mối quan hệ này được phân loại theo loại hợp đồng có liên quan. Cách tiếp cận này đôi khi nằm dưới tiêu chuẩn của kinh tế học thể chế hiện đại. Các công nghệ liên quan đến cuộc cách mạng công nghiệp lần thứ tư như công nghệ sổ cái phân tán (DLT) và blockchain có khả năng giảm chi phí giao dịch so với các hình thức hợp đồng truyền thống.

## Một số ví dụ
Một nhà cung cấp có thể đấu thầu trong một môi trường rất cạnh tranh với khách hàng để tạo ra phụ tùng. Tuy nhiên, để tạo ra phụ tùng, nhà cung cấp sẽ phải chế tạo máy móc chuyên dụng không thể dễ dàng triển khai lại để tạo ra các sản phẩm khác. Khi hợp đồng được trao cho nhà cung cấp, mối quan hệ giữa khách hàng và nhà cung cấp chuyển từ môi trường cạnh tranh sang mối quan hệ độc quyền / độc quyền, được gọi là độc quyền song phương. Điều này có nghĩa là khách hàng có đòn bẩy lớn hơn đối với nhà cung cấp chẳng hạn như khi giảm giá. Để tránh những chi phí tiềm ẩn này, "con tin" có thể bị hoán đổi. Những “con tin” này có thể bao gồm quyền sở hữu một phần trong nhà máy sản xuất phụ tùng; chia sẻ doanh thu.
Các công ty ô tô và các nhà cung cấp của họ thường phù hợp với danh mục này, các công ty ô tô buộc phải giảm giá đối với các nhà cung cấp của họ. Các nhà cung cấp quốc phòng và quân đội lại gặp phải vấn đề ngược lại, khi chi phí vượt mức thường xuyên xảy ra. Các công nghệ như hoạch định nguồn lực doanh nghiệp (ERP) có thể hỗ trợ kỹ thuật cho các chiến lược này.
Một ví dụ về đo lường, một trong bốn yếu tố chi phí giao dịch của North, được trình bày chi tiết trong tác phẩm Độc tài, Dân chủ và Phát triển của Mancur Olson (1993) - Olson viết rằng những tên cướp lưu động tính toán sự thành công của băng cướp của chúng dựa trên số tiền chúng có thể lấy từ công dân. Thực thi, yếu tố thứ hai trong các yếu tố chi phí giao dịch của North, được minh chứng trong cuốn sách “The Sicilian Mafia: the Business of Private Protection” (1996) của Diego Gambetta. Gambetta mô tả khái niệm "Peppe", người đóng vai trò trung gian trong các cuộc đối phó với mafia Sicily - “Peppe” là cần thiết vì không chắc rằng cả hai bên sẽ duy trì kết thúc của thỏa thuận. Đo lường và thực thi bao gồm yếu tố thứ ba, thái độ tư tưởng và nhận thức - quan điểm của mỗi cá nhân ảnh hưởng đến cách họ thực hiện mỗi giao dịch.

## Khác biệt so với kinh tế học vi mô tân cổ điển
Williamson lập luận trong Cơ chế quản trị (1996) rằng Kinh tế học về  Chi phí giao dịch (TCE) khác với kinh tế vi mô tân cổ điển ở những điểm sau:
| Mục                               | Kinh tế học vi mô tân cổ điển | Chi phí giao dịch |
| --------------------------------- | --- | --- |
| Giả định về hành vi               | Giả định sự phi lý trí, bỏ qua hầu hết các mối nguy hại liên quan đến chủ nghĩa cơ hội                                                  | Giả định về tính hợp lý có giới hạn |
| Đơn vị phân tích                  | Hàng hóa, dịch vụ tổng hợp | Giao dịch |
| Cơ cấu quản trị                   | Doanh nghiệp có chức năng sản xuất (công trình công nghệ)                                                                               | Doanh nghiệp có cơ cấu quản trị (công trình thuộc về quản trị, tổ chức) |
| Mơ hồ về quyền sở hữu và hợp đồng | Giả định rằng các quyền tài sản được xác định rõ ràng và chi phí thực thi các quyền đó bằng các phương tiện của tòa án là không đáng kể | Quyền sở hữu và hợp đồng còn mơ hồ |
| Phân tích cấu trúc rời rạc        | ử dụng các chế độ phân tích cận biên liên tục để đạt được mức tiết kiệm bậc hai (điều chỉnh biên)                                       | Phân tích các cấu trúc cơ bản của công ty và hoạt động quản trị của công ty để đạt được hiệu quả kinh tế bậc nhất (cải thiện cơ cấu quản trị cơ bản) |
| Khả năng khắc phục                | Nhìn nhận việc tối đa hóa lợi nhuận hoặc tối thiểu hóa chi phí là tiêu chí của hiệu quả                                                 | Lập luận rằng không có giải pháp tối ưu và tất cả các giải pháp thay thế đều sai sót, do đó ràng buộc hiệu quả "tối ưu" đối với việc không có giải pháp thay thế vượt trội và việc triển khai của nó tạo ra lợi nhuận ròng                                                                       |
| Thị trường không hoàn hảo         | Làm giảm tầm quan trọng của thị trường không hoàn hảo                                                                                   | Robert Almgren và Neil Chriss, sau đó là Robert Almgren và Tianhui Li, đã chỉ ra rằng tác động của chi phí giao dịch khiến các nhà quản lý danh mục đầu tư và các nhà giao dịch quyền chọn đi chệch khỏi danh mục đầu tư tối ưu cổ điển khi mở rộng phân tích ban đầu sang thị trường phái sinh. |

Các khuôn khổ chi phí giao dịch bác bỏ khái niệm về tính hợp lý của công cụ và các tác động của nó đối với việc dự đoán hành vi. Trong khi tính hợp lý công cụ giả định rằng sự hiểu biết của một tác nhân về thế giới cũng giống như thực tế khách quan của thế giới, các học giả tập trung vào chi phí giao dịch cho rằng các tác nhân bị thiếu thông tin hoàn hảo về thế giới (do tính hợp lý bị giới hạn).

## Lý thuyết trò chơi
Trong lý thuyết trò chơi, chi phí giao dịch đã được Anderlini và Felli nghiên cứu vào năm 2006. Họ xem xét một mô hình mà cả hai bên cùng có thể tạo ra thặng dư. Cả hai bên đều cần thiết để tạo ra thặng dư. Tuy nhiên, trước khi các bên có thể thương lượng về việc phân chia thặng dư, mỗi bên phải chịu chi phí giao dịch. Anderlini và Felli nhận thấy rằng chi phí giao dịch gây ra một vấn đề nghiêm trọng khi có sự không phù hợp giữa quyền thương lượng của các bên và mức độ chi phí giao dịch. Đặc biệt, nếu một bên có chi phí giao dịch lớn nhưng trong các cuộc đàm phán trong tương lai, bên đó chỉ có thể thu được một phần nhỏ thặng dư (tức là khả năng thương lượng của bên đó nhỏ), thì bên này sẽ không phải chịu chi phí giao dịch và do đó tổng thặng dư sẽ bị mất đi. Nó đã được chỉ ra rằng sự hiện diện của chi phí giao dịch như được mô hình bởi Anderlini và Felli có thể lật ngược những hiểu biết trung tâm của lý thuyết Grossman-Hart-Moore- lý thuyết về doanh nghiệp. 

## Cơ chế đánh giá
Oliver E. Williamson (1979) tuyên bố rằng các cơ chế đánh giá bao gồm bốn biến, đó là tần suất trao đổi, tính đặc trưng của tài sản, sự không chắc chắn và mối đe dọa của chủ nghĩa cơ hội.
- Tần suất trao đổi đề cập đến hoạt động của người mua trên thị trường hoặc tần suất xảy ra giao dịch giữa các bên. Tần suất giao dịch càng cao, chi phí quản lý và thương lượng tương đối càng cao.
- Tính cụ thể của tài sản bao gồm tính cụ thể của địa điểm, tài sản vật chất và tài sản con người. Khoản đầu tư tài sản cụ thể là khoản đầu tư chuyên biệt, không có tính thanh khoản trên thị trường. Sau khi hợp đồng bị chấm dứt, khoản đầu tư cụ thể cho tài sản không thể được triển khai lại. Do đó, việc thay đổi hoặc chấm dứt giao dịch này sẽ dẫn đến những tổn thất đáng kể.[24]
- Sự không chắc chắn đề cập đến những rủi ro có thể xảy ra trong trao đổi thị trường. Sự gia tăng của sự không chắc chắn về môi trường sẽ đi kèm với sự gia tăng của chi phí giao dịch, chẳng hạn như chi phí thu thập thông tin, chi phí giám sát và chi phí thương lượng.
- Đe dọa của chủ nghĩa cơ hội là do bản chất của con người. Hành vi cơ hội của các nhà cung cấp có thể dẫn đến chi phí điều phối giao dịch cao hơn hoặc thậm chí làm chấm dứt hợp đồng. Một công ty có thể sử dụng cơ chế quản trị để giảm bớt mối đe dọa của chủ nghĩa cơ hội.

## Bài báo
- North, Douglass C. 1992. “Transaction costs, institutions, and economic performance.” San Francisco, CA: ICS Press.
- Cheung, Steven N. S. (1987). Economic organization and transaction costs. The New Palgrave: A Dictionary of Economics v. 2. tr. 55–58.
- Coggan, Anthea; van Grieken, Martijn; Jardi, Xavier; Boullier, Alexis (2017). "Does asset specificity influence transaction costs and adoption? An analysis of sugarcane farmers in the Great Barrier Reef catchments". Journal of Environmental Economics and Policy. 6 (1): 36–50. doi:10.1080/21606544.2016.1175975. ISSN 2160-6544.
- Commons, J.R (1931). “Institutional Economics”. American Economic Review. 21: 648–657. Bản gốc lưu trữ ngày 19 tháng 6 năm 2013. Truy cập ngày 8 tháng 2 năm 2013.
- Douma, Sytse; Schreuder, Hein (2012). Economic Approaches to Organizations (ấn bản thứ 5). London: Pearson. ISBN 9780273735298.
- Ketokivi, Mikko; Mahoney, Joseph T. (2017-10-26). "Transaction Cost Economics as a Theory of the Firm, Management, and Governance". Oxford Research Encyclopedia of Business and Management. doi:10.1093/acrefore/9780190224851.013.6. Retrieved 2020-11-01.
- Klaes, M. (2008). "transaction costs, history of," The New Palgrave Dictionary of Economics, 2nd Edition. Abstract.
- Niehans, Jürg (1987). “Transaction costs," The New Palgrave: A Dictionary of Economics, v. 4, pp. 677–80.
- Pierre Schlag, The Problem of Transaction Costs, 62 Southern California Law Review 1661 (1989).
- Coase, Ronald (1937). “The Nature of the Firm”. Economica. 4 (16): 386–405. doi:10.1111/j.1468-0335.1937.tb00002.x.
- Coase, Ronald (1960). “The Problem of Social Cost”. Journal of Law and Economics. 3: 1–44. doi:10.1086/466560. S2CID 222331226.
- Williamson, Oliver E. (1981). "The Economics of Organization: The Transaction Cost Approach," The American Journal of Sociology, 87(3), pp. 548-577.
- _____ (1985). The Economic Institutions of Capitalism: Firms, Markets, Relational Contracting. Preview to p. 25. Lưu trữ ngày 3 tháng 3 năm 2016 tại Wayback Machine New York, NY: Free Press.
- _____ (1996). The Mechanisms of Governance. Preview. Oxford University Press.
- _____ (2002). "The Theory of the Firm as Governance Structure: From Choice to Contract," Journal of Economic Perspectives, 16(3), pp. 171-195. Lưu trữ ngày 3 tháng 5 năm 2011 tại Wayback Machine
- Milgrom, P., and J. Roberts, "Bargaining Costs, Influence Costs, and the Organization of Economic Activity," in J.E. Alt and K.A. Shepsle (eds.), Perspectives on Positive Political Economy, Cambridge: University of Cambridge, 1990, 57-89.
- Milgrom, P.; Roberts, J. (1992). Economics, Organization and Management. Englewood Cliffs, NJ: Prentice-Hall. ISBN 978-0-13-224650-7.
- Young, Suzanne (2013). "Transaction Cost Economics". Springer Link. doi:10.1007/978-3-642-28036-8_221. Retrieved 2020-11-01.